# Bauhinia viridescens
Bauhinia viridescens är en ärtväxtart som beskrevs av Nicaise Auguste Desvaux. Bauhinia viridescens ingår i släktet Bauhinia och familjen ärtväxter.

## Underarter
Arten delas in i följande underarter:
- B. v. hirsuta
- B. v. laui
- B. v. viridescens

## Bildgalleri

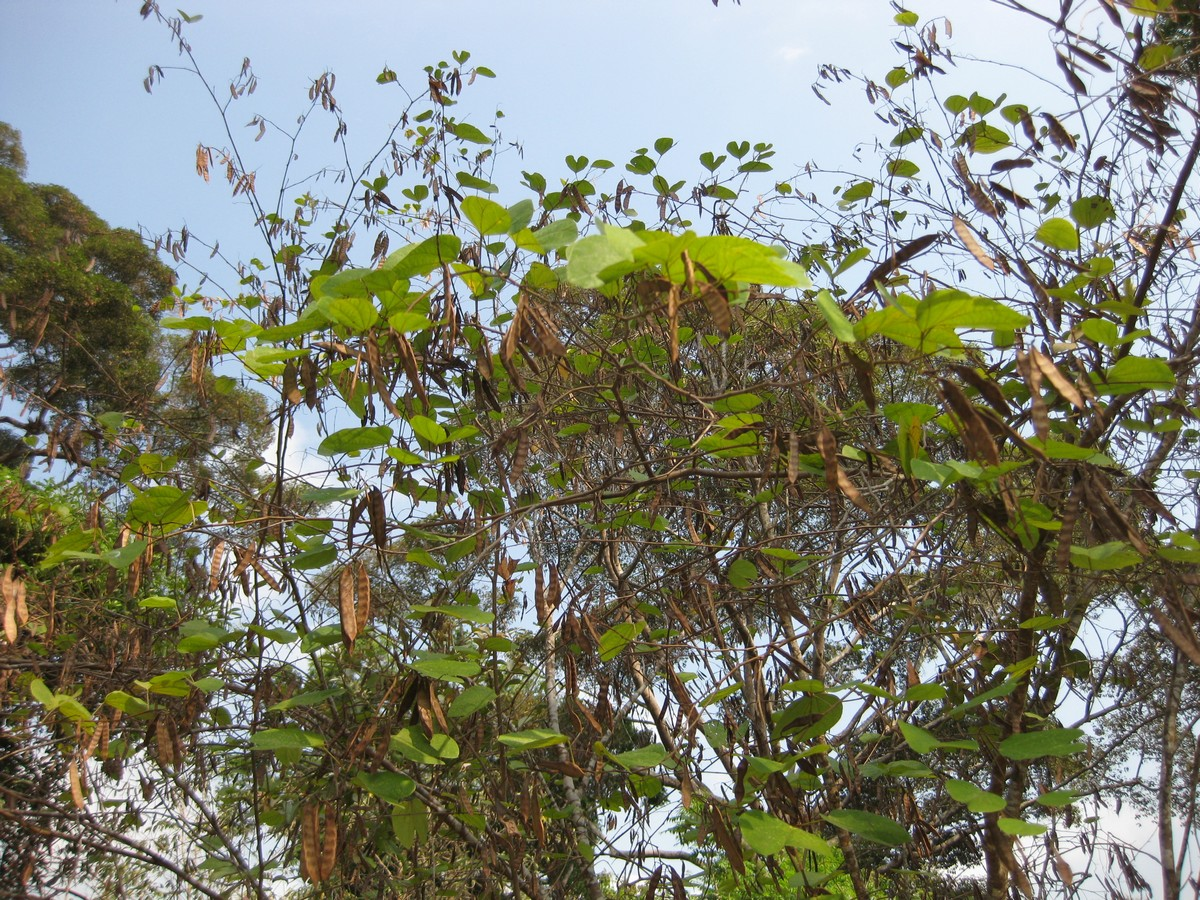
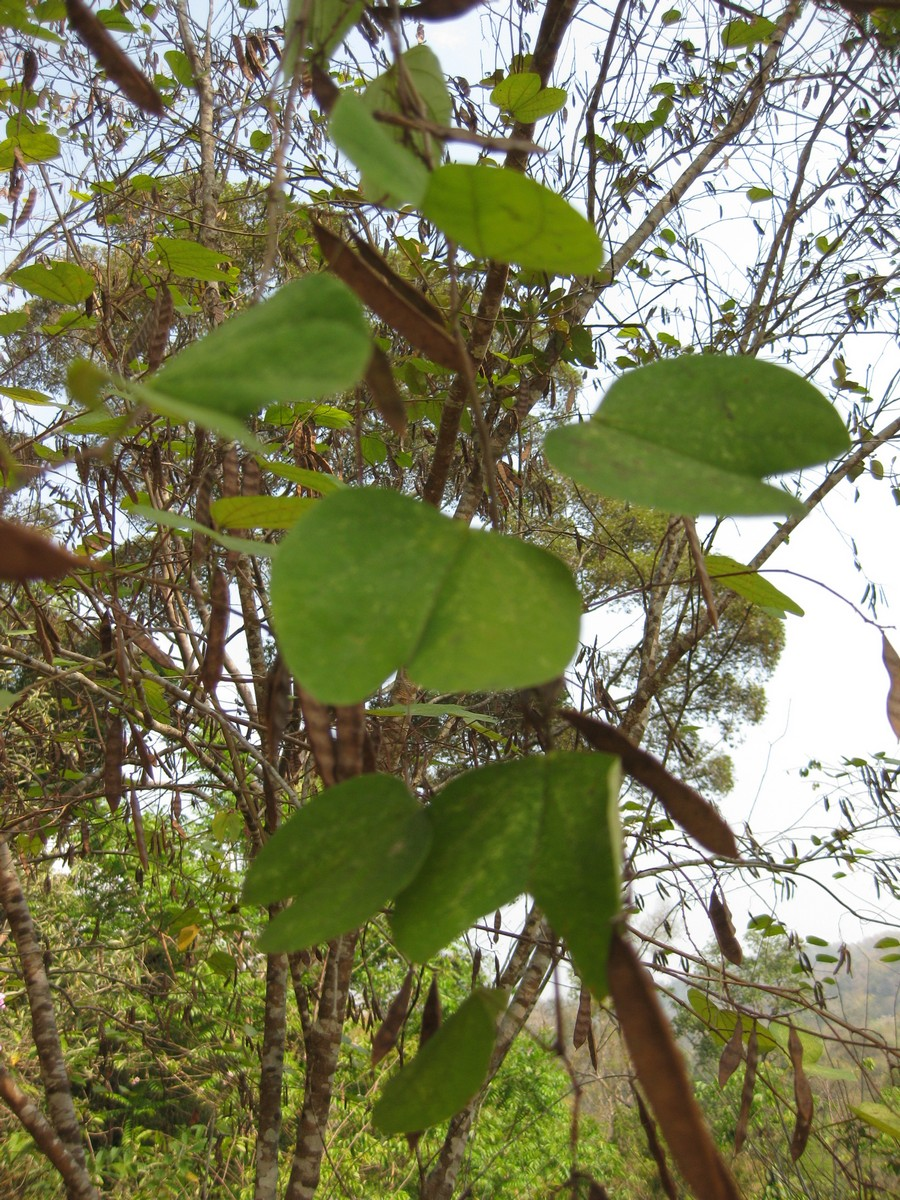
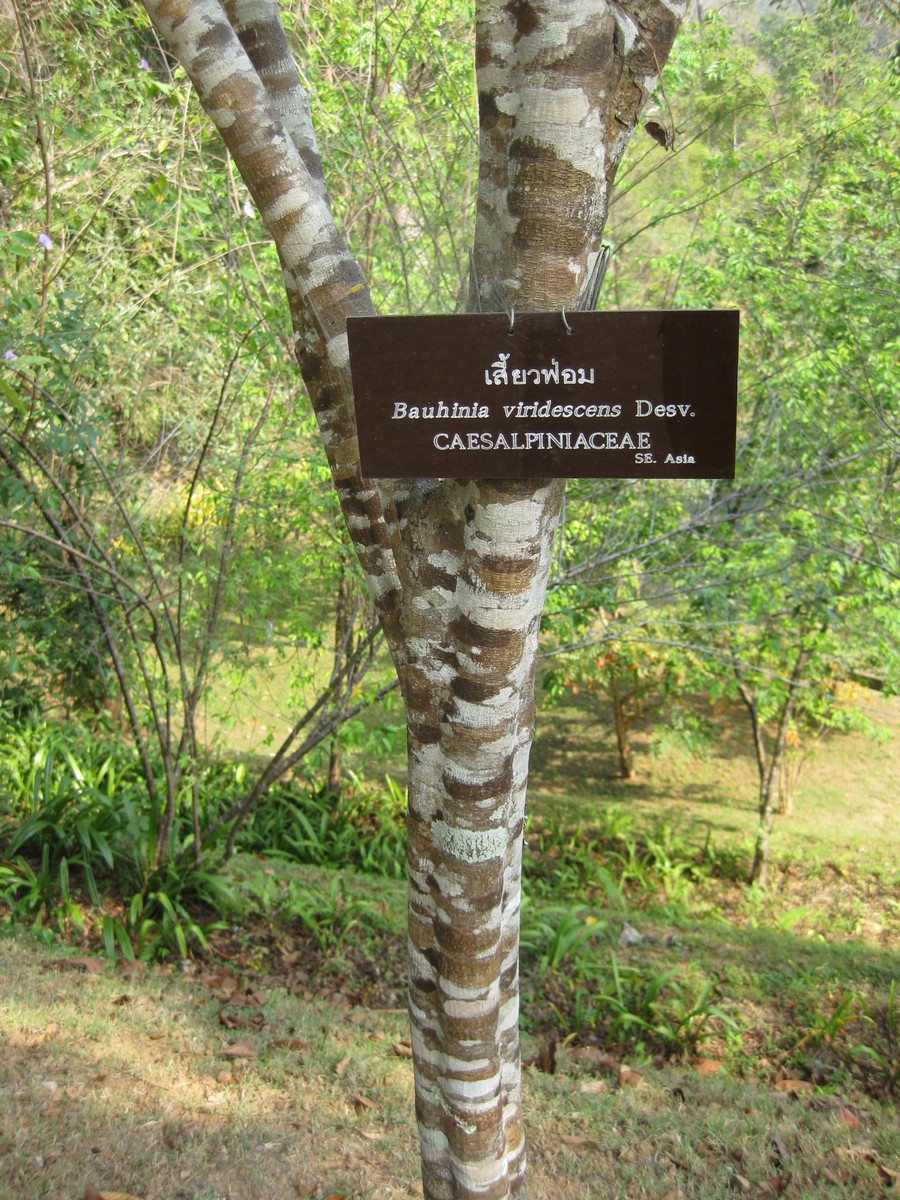